# Tajuddin Ahmad
Tajuddin Ahmad (em bengali:  তাজউদ্দীন আহমদ) (23 de julho de 1925 - 3 de novembro de 1975) foi um estadista e combatente bangladense. Atuou como o primeiro primeiro-ministro de Bangladesh e liderou o governo provisório durante a Guerra de Independência de Bangladesh em 1971. Ahmad é considerado como uma das figuras mais influentes e importantes no surgimento do Bangladesh, devido a sua liderança do governo provisório em 1971, no qual ele uniu as várias forças políticas, militares e culturais do nacionalismo bengali.
Um confidente próximo de Sheikh Mujibur Rahman, Ahmad foi o secretário-geral da Liga Awami no final da década de 1960 e início da década de 1970. Coordenou a campanha eleitoral da Liga para a eleição geral paquistanesa de 1970, na qual a Liga ganhou uma maioria parlamentar histórica para formar governo. Ahmad, juntamente com Mujib e Dr. Kamal Hossain, liderou as negociações com o presidente Yahya Khan e Zulfikar Ali Bhutto para a transferência de poder para a Assembleia Nacional eleita.